# E的π次方
{\displaystyle e^{\pi }\,}又稱格爾豐德常數（英語：Gelfond's constant）是一个数学常数。与e和π一样，它是一个超越数。这可以用格尔丰德-施奈德定理来证明，并注意到：
{\displaystyle e^{\pi }\;=\;(e^{i\pi })^{-i}\;=\;(-1)^{-i}}
其中i是虚数单位。由于−i是代数数，但肯定不是有理数，因此eπ是超越数。这个常数在希尔伯特第七问题中曾提到过。一个相关的常数是{\displaystyle 2^{\sqrt {2}}}，又称为格尔丰德-施奈德常数。相关的值{\displaystyle \pi +e^{\pi }\,}也是无理数。

## 数值
在十进制中，eπ大约为
{\displaystyle {{e}^{\pi }}\approx 23.140692632779\dots \,.}
它的值可以用以下迭代来求出。定义
{\displaystyle k_{n}={\frac {1-{\sqrt {1-k_{n-1}^{2}}}}{1+{\sqrt {1-k_{n-1}^{2}}}}}}
其中{\displaystyle \scriptstyle k_{0}\,=\,{\tfrac {1}{\sqrt {2}}}.}
则
{\displaystyle \left({\frac {4}{k_{N}}}\right)^{2^{1-N}}}
迅速收敛于{\displaystyle e^{\pi }}。

## 几何中的独特之处
n维球体的体积由以下公式给出：
{\displaystyle V_{n}={\pi ^{\frac {n}{2}}R^{n} \over \Gamma ({\frac {n}{2}}+1)}.}
所以，任何一个偶数维的单位球具有体积：
{\displaystyle V_{2n}={\frac {\pi ^{n}}{n!}}.}
把所有偶数维的单位球的体积加起来，得出：
{\displaystyle \sum _{n=0}^{\infty }V_{2n}=e^{\pi }.\,}

## 相似或相關的常數

### 拉馬努金常數
{\displaystyle e^{\pi {\sqrt {163}}}=({\text{格 爾 豐 德 常 數 }})^{\sqrt {163}}}
即所謂的拉馬努金常數，是黑格纳数的一個應用，其中 的 163 是問題中用到的黑格納數。
同 eπ - π 一樣，eπ√163 非常接近整數：
{\displaystyle e^{\pi {\sqrt {163}}}=} 262537412640768743.9999999999992500725971981856888793538563373369908627075374103782106479101186073129... {\displaystyle \approx 640\,320^{3}+744}
雖然這個數是由法國數學家夏爾·埃爾米特在 1859 年所發現，但印度數學家斯里尼瓦瑟·拉马努金第一個預測它非常接近整數，因而以他為名。
這種非常近似於 6403203 + 744 的巧合，可以用 j-invariant的複數乘法及q展開來表示。
{\displaystyle j((1+{\sqrt {-163}})/2)=(-640\,320)^{3}}
且
{\displaystyle (-640\,320)^{3}=-e^{\pi {\sqrt {163}}}+744+O\left(e^{-\pi {\sqrt {163}}}\right)}
而 O(e-π√163) 是誤差項。
{\displaystyle {\displaystyle O\left(e^{-\pi {\sqrt {163}}}\right)=-196\,884/e^{\pi {\sqrt {163}}}\approx -196\,884/(640\,320^{3}+744)\approx -0.000\,000\,000\,000\,75}}
這解釋了為何 eπ√163 比 6403203 + 744 小了 0.000 000 000 000 75 。（這個證明的細節，可以參考黑格纳数）。

### 數eπ-π
由 A018938 所給出 eπ - π 的十進位表示為
{\displaystyle e^{\pi }-\pi =} 19.9990999791894757672664429846690444960689368432251061724701018172165259444042437848889371717254321516...
儘管這個數非常接近正整數 20 ，但目前沒有關於這個現象的解釋；因此，被認為是一種数学巧合。

### 數πe
由 A059850 給出的 πe 十進位表示為：
{\displaystyle \pi ^{e}=} 22.4591577183610454734271522045437350275893151339966922492030025540669260403991179123185197527271430315...
目前還不知此數是否是超越數。
須注意的是，根據 格尔丰德-施奈德定理，只有在 a 是代數數，而 b 是非有理數（a，b 都是复数，且 a ≠ 0, a ≠ 1）的情況下，ab 才為超越數。
之所以可以證明 eπ 是超越數，其原因在於複數的指數形式，因為 π 可以被視為複數 eπ 的模，而根據 (-1)-i 的等式，才可以使用 格尔丰德-施奈德定理 。
πe 則沒有如此的等式，所以，儘管 π 和 e 都是超越數，但我們不能由此說 πe 是超越數。

### 數eπ-πe
如同 πe，我們仍不知 eπ - πe 是否是超越性質的。甚至，目前還沒有證明說它是無理數：
由 A059850 給出的 eπ - πe 十進位表示為：
{\displaystyle e^{\pi }-\pi ^{e}=} 0.6815349144182235323019341634048123526767911086035197442420438554574163102913348711984522443404061881...

### 數ii
{\displaystyle i^{i}=(e^{i\pi /2})^{i}=e^{-\pi /2}=(e^{\pi })^{-1/2}}
由 A059850給出的 ii 十進位表示為：
{\displaystyle i^{i}=} 0.2078795763507619085469556198349787700338778416317696080751358830554198772854821397886002778654260353...
因為上述等式，可用格尔丰德-施奈德定理證明格爾豐德常數的平方根倒數也是超越的：
i 是代數數，但同時不是有理數，由此ii 是超越數。